# Novorozanivka, Novîi Buh
Novorozanivka (în ucraineană Новорозанівка) este un sat în comuna Kameane din raionul Novîi Buh, regiunea Mîkolaiiv, Ucraina.

## Demografie
Componența lingvistică a localității Novorozanivka
     Ucraineană (96,81%)
     Rusă (3,19%)
Conform recensământului din 2001, majoritatea populației localității Novorozanivka era vorbitoare de ucraineană (96,81%), existând în minoritate și vorbitori de rusă (3,19%).